# کیک‌بوکسینگ
کیک‌بوکسینگ (به انگلیسی: Kickboxing) ورزشی رزمی است که توسط  کاراته‌کاران ژاپنی (اوسامو ناگوچی و تاتسو یامادا) در سال ۱۹۵۸ میلادی در ژاپن با ترکیب کاراته و مشخصاً فول کنتاکت کاراته با موای تای بنیان‌گذاری گردید. 
به‌طور کلی هدف از تمرینات کیک بوکسینگ، دفاع از خود و به‌دست آوردن آمادگی جسمانی، هم‌چنین استفاده به‌عنوان ورزش رزمی است.

## تاریخچه و بنیان‌گذاران
ریشهٔ اصلی شکل‌گیری رشتهٔ کیک‌بوکسینگ به ۲۰۰۰ سال پیش در آسیا بازمی‌گردد. کیک بوکسینگ ابتدا در ژاپن در اواخر دههٔ ۱۹۵۰ میلادی ایجاد شد و رقابت‌های آن از دهه ۱۹۶۰ آغاز گردید.
بنیان‌گذاران رشتهٔ کیک‌بوکسینگ، کاراته‌کاران ژاپنی اوسامو ناگوچی و تاتسو یامادا می‌باشند. پایه‌گذاران کیک‌بوکسینگ در غرب «جو لوئیس»، «بیل والاس»، «جف اسمیت» و «جری بیزلی» هستند. کیک‌بوکسینگ را می‌توان ورزش رزمی تلفیقی دانست.
در اواسط دههٔ ۱۹۶۰، نخستین مسابقات رزمی با نام و اصطلاح کیک‌بوکسینگ در ژاپن و در شهر اوزاکا برگزار شد.
کیک‌بوکسینگ در آمریکا در سال‌های ابتدایی دههٔ ۱۹۷۰ آغاز به‌کار کرد. این ورزش در سپتامبر ۱۹۷۴، زمانی که انجمن حرفه‌ای کاراته (PKA) اولین دورهٔ مسابقات کیک‌بوکسینگ قهرمانی جهان را در ایالات متحده آمریکا برگزار کرد، به شهرت رسید.

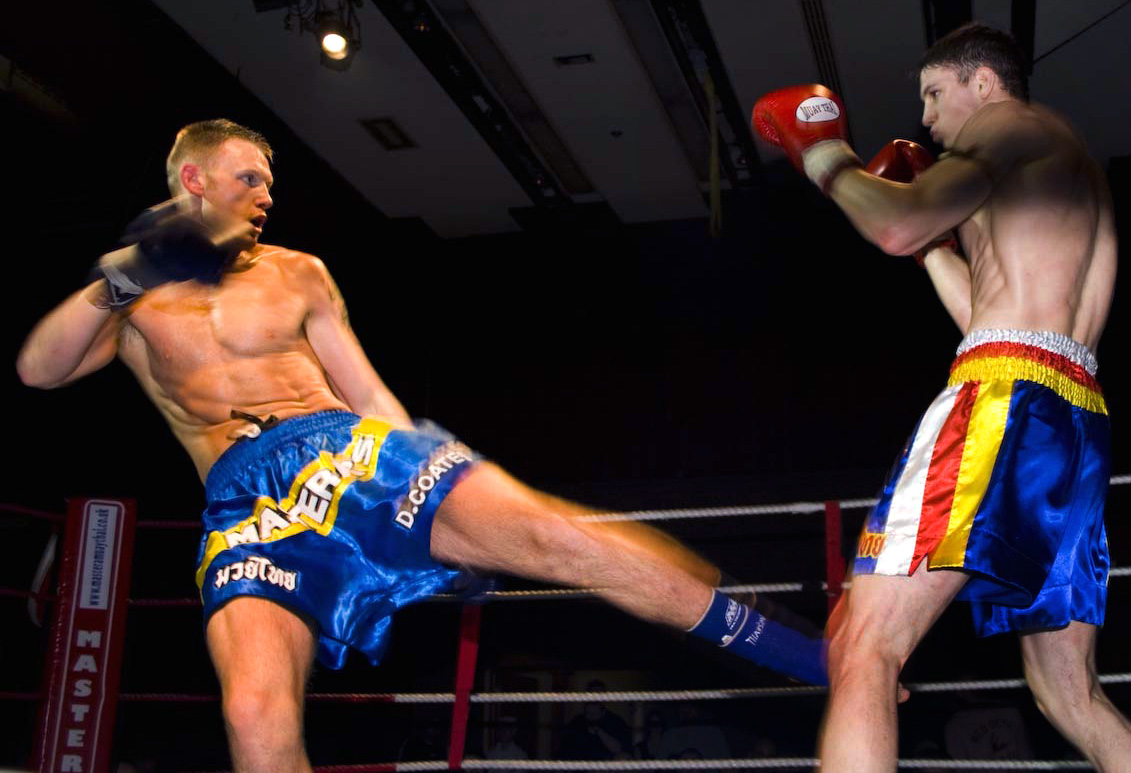
لوکیک (ضربه پایین)

## نام‌گذاری
اصطلاح کیک‌بوکسینگ به‌وسیلهٔ اوسامو ناگوچی ژاپنی برای نام‌گذاری رشته‌ای رزمی که از کاراته و هم‌چنین از بوکس تایلندی الهام گرفته شده بود، استفاده شد. او این رشته را در سال ۱۹۵۸ معرفی کرد.
اوسامو ناگوچی به عنوان یک کاراته‌کا، (کیوکوشین کا)، نام «کیک بوکسینگ» را در سال ۱۹۵۸ به عنوان یک انگلیسی‌گرای ژاپنی برای یک هنر رزمی ترکیبی که از کاراته و بوکس تایلندی، ابداع کرده بود، برگزید.
ناگوچی در دههٔ ۱۹۶۰ آن را رواج داد و در دههٔ ۱۹۷۰ انجمن جهانی کیک بوکسینگ را تأسیس کرد.
کیک بوکسینگ در واقع از دو قسمت (کیک = ضربه پا) و (بوکسینگ = مشت زدن) تشکیل شده‌است، که تکنیک‌های اصلی آن نیز در مشت و ضربه پا است.

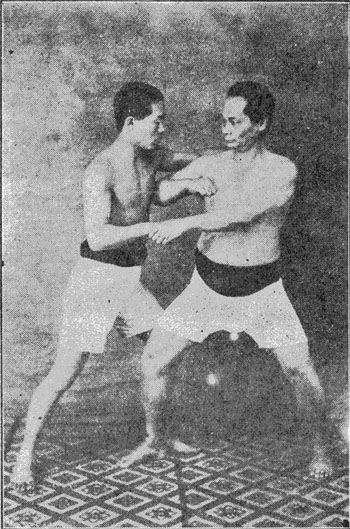
تاتسو یامادا (چپ) و استاد او چوکی موتوبو (راست)

## روش مبارزه و قوانین
مسابقات در یک زمین مربع شکل، با ابعاد ۱۶ تا ۲۰ فوتی که با طناب محصور شده برگزار می‌گردد. زمان مسابقه اغلب ۳ راند ۲ دقیقه‌ای است، که ورزشکاران بین هر راند، یک دقیقه استراحت می‌کنند. هر مسابقه توسط یک داور و یک پزشک کنترل می‌شود و در هر راند نیز ۳ قاضی، به مبارزان امتیاز می‌دهند.
کیک‌بوکسینگ مانند تمام رشته‌های رزمی دارای کمربند و دان می‌باشد. این ورزش داخل رینگ یا تاتامی برگزار می‌شود و گرفتن حریف در مسابقه خطا است. در مسابقه یک داور وسط وجود دارد و سه داور کنار و یک قاضی وجود دارد.
غالباً در مسابقات آماتور راندها به شکل دو راند ۲ دقیقه ای برگزار می‌شود و در صورت مساوی کار به راند سوم کشیده می‌شود. به افرادی که در مبارزات کیک بوکسینگ شرکت می‌کنند، «فایتر» (fighter) می‌گویند.
ضربات مشت به سر حریف، دارای ۱ امتیاز و ضربات پا به سر نیز دارای ۲ امتیازاست. همچنین ضربات پایی که به صورت چرخشی اجرا شوند و به سَر حریف اصابت کنند نیز ۳ امتیاز دارند. اجرای ضربات چرخشی اغلب توانایی زیادی می‌خواهد و در واقع یک نوع حرکت ریسکی است، به همین دلیل، این‌گونه ضربه‌ها کمتر اجرا می‌شود.
کمربندهای کیک بوکسینگ به صورت فدراسیونی به این ترتیب می‌باشد: سفید، زرد، نارنجی، سبز، آبی، قهوه‌ای، مشکی، دان ۱ تا دان ۹ و کمربند فایتری.

### سازمان
در این ورزش هیچ نهاد حاکم بین‌المللی واحدی وجود ندارد، اگرچه برخی از نهادهای حاکم بین‌المللی شامل انجمن جهانی سازمان‌های کیک بوکسینگ (همچنین به عنوان WAKO شناخته می‌شود)، انجمن جهانی کیک بوکسینگ، انجمن بین‌المللی کاراته ورزشی، فدراسیون بین‌المللی کیک‌بوکسینگ و شبکهٔ جهانی کیک‌بوکسینگ، و غیره هستند. درنتیجه، یک مسابقات جهانی واحد کیک‌بوکسینگ وجود ندارد و عناوین قهرمانی با تبلیغات فردی مانند Glory, K-1 و ONE Championship و … در میان فایترها صادر می‌شود. مسابقاتی که تحت پوشش نهادهای حاکم مختلف سازمان‌دهی می‌شوند، قوانین مختلفی را اعمال می‌کنند؛ هم‌چون اجازهٔ استفاده از ضربات مختلف ضربه زانو یا فشار دادن و غیره.

## تجهیزات حفاظتی
تجهیزات محافظتی مورد استفاده در مسابقات آماتور کیک بوکسینگ عبارتند از:
- دستکش بوکس
- محافظ روی پا
- ساق بند
- کلاه ویژهٔ بوکس آماتور
- لثه بند
- «هوگو» [محافظ میان تنه] در غالب رقابت‌های نوجوانان و نونهالان
- «کاپ» در دو بخش آقایان و بانوان[۱۱]